# Hospital Psiquiátrico São Pedro
O Hospital Psiquiátrico São Pedro foi um hospital psiquiátrico de alta complexidade, localizado na cidade de Porto Alegre, capital do Rio Grande do Sul. Inicialmente nomeado Hospício São Pedro em homenagem ao padroeiro da província, foi a primeira instituição psiquiátrica de Porto Alegre, sendo até hoje o maior hospital psiquiátrico do sul do Brasil, possuindo uma área de 13,9 hectares, que inclui 43.710 metros quadrados de área edificada, o prédio histórico do São Pedro está tombado pelos poderes públicos estadual e municipal. Seu conjunto arquitetônico é tombado pelo IPHAE.

## História
Fundado em 13 de maio de 1874, foi inaugurado somente dez anos após, no dia 29 de junho, data consagrada a São Pedro. Foi o sexto asilo/hospício de alienados durante o Segundo Reinado do Brasil (1841-1889). Designado como Hospício São Pedro até 1925, passou a ser chamado Hospital São Pedro até 1961, quando então assumiu a atual identidade de Hospital Psiquiátrico São Pedro. 

### Período clássico do hospital
Desde de sua inauguração foi considerado um grande avanço para a época, sendo um centro de inovação em psiquiatria. O Hospício São Pedro recebeu forte influência da psiquiatria francesa principalmente na gestão do dr. Jacintos Godoy, médico gaúcho formado pela Faculdade de Medicina de Porto Alegre em 1911, e especialista em neuropsiquiatria pela Universidade de Paris (1919-1921), aluno de grandes mestres franceses da Salpetrière como Pierre Marie, Babinski, Dupré e Laignel Lavastine. Os seus estudos no Hospital Salpêtrière em Paris, no final da década de 1910, refletiram na grande reforma do velho Hospício São Pedro na década seguinte e na formação das primeiras gerações de médicos psiquiatras no estado. Foi um dos pioneiros da província nos tratamentos biológicos mais avançados na época (malarioterapia, insulinoterapia e eletroconvulterapia) e na implementação de princípios da escola hospitalar francesa. 
Foram marcantes os trabalhos do dr. Godoy no combate à paralisia geral progressiva, de origem sifilítica, tratada pela aplicação de arsênico e bismuto. Descoberta pelo austríaco professor Wagner von Jaureg, a malarioterapia foi introduzida pela primeira vez no Brasil, no Hospital São Pedro, com grande sucesso na época. 
Em 1938 realizou-se o primeiro grande concurso público para médico psiquiatra e dele participaram médicos que marcaram a psiquiatria e a psicanálise gaúcha, como Mário Martins, Cyro Martins, Victor de Brito Velho e Luiz Pinto Ciulla.
Em 1939, o dr. Jacintho Godoy criou um Curso de Formação de Enfermeiros que durou até 1952, que formou cerca de 191 enfermeiros.
A partir de 1940, os médicos psiquiatras do São Pedro começaram a se integrar no mundo e vários foram buscar fora do estado a ampliação dos seus conhecimentos como os doutores: Januário Bittencourt e Décio Soares de Souza (Europa); Dionélio Machado e Ernesto LaPorta (Rio de Janeiro); Luiz Pinto Ciulla e Almir Alves (Estados Unidos); Mario Martins e Cyro Martins (Buenos Aires). O neurocirurgião Almir Alves fez muitas leucotomias no hospital, nos Estados Unidos teria aprendido a eletroencefalografia, tendo trazido o primeiro aparelho para o Estado. Com a proximidade de Buenos Aires, os primeiros psiquiatras gaúchos, oriundos do Hospício São Pedro vão buscar a formação psicanalítica e fundam uma das principais escolas brasileiras de psicanálise até hoje ativa no estado. Em 1944, Décio de Souza, psiquiatra que atuava no Hospital Psiquiátrico São Pedro, retornou de seus estudos no Serviço Jules Massermann de Nova York e substituiu o prof. Luiz Guedes na Cátedra de Psiquiatria da Faculdade de Medicina. Souza deu uma orientação psicanalítica à disciplina, e organizou cursos complementares, despertando grande interesse entre os alunos. Por esta época, Mario Martins, juntamente com sua esposa Zaira, foi a Buenos Aires para fazer formação com Angel Garma (1904-1993), um psicanalista espanhol com formação em Berlim, tendo sido analisado por Theodor Reik (1888-1969). Garma chegou a Buenos Aires em 1938. Os argentinos exerceram grande influência na formação de psicanalistas em Porto Alegre e no Rio de Janeiro (Gageiro, 2001). Em 1949, Mario Martins e sua esposa Zaira já contavam com um ativo grupo de estudos cujos membros eram David Zimmermann, Celestino Prunes, Paulo Guedes, Günter Wurth, Ernesto La Porta e Victor de Brito Velho.  
Em 1950, graças a forte influência da psicanálise no hospício, foi iniciada uma renovação dos métodos e da maneira de encarar o tratamento do doente mental. O dr. Mário Martins iniciou a formação de novos psicanalistas e, com a chegada de José Lemmertz, Cyro Martins e Celestino Prunes, foram-se estabelecendo as bases da futura Sociedade de Psicanálise de Porto Alegre. Surgiu o curso de Psiquiatria Dinâmica e os seus aprendizes foram assumindo posições no hospício e, gradativamente, transformando-o no Hospital Psiquiátrico São Pedro. Nas duas décadas seguintes, 1960 e 1970, a Psicanálise será uma tendência hegemônica na psiquiatria do Estado, principalmente pelo trabalho e liderança de David Zimmermann no “Melanie”, como ficou conhecido o Centro Psiquiátrico Melanie Klein do Hospital São Pedro. Ao Melanie acorriam jovens médicos de todo o país em busca da formação psicanalítica. 

### Divisão Melanie Klein
Em 1957, nas dependências do hospital, começou a funcionar o Curso de Especialização em Psiquiatria, dirigido por David Zimmermann e Paulo Guedes, professores da Faculdade de Medicina. Em 1961, durante a gestão de Luiz Pinto Ciulla, foi criada a Divisão Melanie Klein, que tornou o Hospital Psiquiátrico São Pedro uma referência nacional na formação de psiquiatras. O Programa caracterizou-se por um novo modelo de formação psiquiátrica, com forte ênfase psicanalítica, sendo oferecida formação em psicoterapia individual e em grupo. As atividades do curso de especialização deram origem no Hospital São Pedro ao Centro Psiquiátrico Melanie Klein. Este Centro assumiu uma posição de liderança nacional na formação de psiquiatras de orientação psicanalítica, e durante muito tempo foi a sede do Departamento de Psiquiatria e Medicina Legal da Faculdade de Medicina da UFRGS. Os jovens psiquiatras formados nessa unidade aos poucos se espalharam pelo interior do hospital, chefiaram unidades e iniciaram uma modernização no atendimento.

### Divisão Emil Kraepelin
A Divisão Kraepelin do Hospital Psiquiátrico São Pedro está na história da psiquiatria do Rio Grande do Sul como uma das principais fontes de estudos da atividade. Muitos psiquiatras gaúchos e brasileiros buscaram nessa fonte, inspiração para o desenvolvimento e aperfeiçoamento dos seus estudos. Na década de 70, a Divisão funcionava em alta rotatividade chegando abrigar até 400 pacientes femininos, recebendo pessoas, inclusive, de outros estados. Atualmente, a divisão trocou de nome e foi dividida em duas unidades chamadas: Moises Roitnann e Madre Matilde. 

### Período moderno do hospital
Em 1983 o Dr. Ellis Alindo D'Arrigo Busnello, graduado nos cursos de história natural (1950-1953) e medicina (1950-1955) pela Universidade Federal do Rio Grande do Sul (UFRGS), especialista em saúde pública e saúde mental (1971-1972) nos Estados Unidos, pela Universidade Johns Hopkins se torna diretor geral do Hospital Psiquiátrico São Pedro dando um novo enfoque a residência médica em psiquiatria, a reaproximando da neurobiologia e da psicofarmacologia. O Professor Ellis Busnello teve participação ativa e foi o grande construtor de pelo menos três residências médicas e foi professor de uma quarta. Foi um dos defensores e destacado construtor da pós-graduação da UFRGS. Sua participação na Psiquiatria Comunitária marcou época no país e lhe rendeu admiração nacional. Participou de várias associações e ainda é atuante na Academia Sul-Rio-Grandense de Medicina. Na Academia é titular da Cadeira 34 que pertenceu ao seu antigo mestre, Dr. Jacinto Godoy.

### Serviços
- Unidade para dependência química (UD)
- Unidade Mario Martins Masculina (MMM)
- Unidade Mario Martins Feminina (MMF)
- Centro Integrado de Atenção Psicossocial - Infância e Adolescência (CIAPS)
- Unidade Barros Falcão
- Serviço de emergências psiquiátricas
- Unidade de observação
- Centro de reabilitação
- Ambulatório especializado em saúde mental, com programas de atendimento para as principais patologias mentais.

Como instituição de ensino, o São Pedro conta há 34 anos com uma residência em psiquiatra e uma residência multidisciplinar em saúde mental. Hoje, o hospital tem em torno de 200 alunos de graduação e pós-graduação, através de convênios de ensino e treinamento com as principais universidades do Estado do Rio Grande do Sul, e seu programa de residência médica é apto para aplicar a prova prática, etapa para obtenção do título de especialista em psiquiatria da Associação Brasileira de Psiquatria (ABP).
O hospital também pode emitir o certificado de proficiência prática em psiquiatria; essa condição foi obtida com a classificação “A” conferida a seu programa de residência médica outorgada pela Associação Brasileira de Psiquiatria, que reconhece o Hospital Psiquiátrico São Pedro como uma instituição de excelência.

## Relação dos diretores gerais do Hospital Psiquiátrico São Pedro (1884-2011)
| Nome                                | Período   |
| ----------------------------------- | --------- |
| Carlos Lisbôa                       | 1884-1888 |
| Olympio Olinto de Oliveira          | 1888-1889 |
| Francisco de Paula Dias de Castro   | 1889-1901 |
| Tristão de Oliveira Torres          | 1902-1908 |
| Dioclécio Sertório Pereira da Silva | 1908-1924 |
| José Carlos Ferreira                | 1924-1926 |
| Jacintho Godoy Gomes                | 1926-1932 |
| José Luiz Guedes                    | 1932-1937 |
| Jacintho Godoy Gomes                | 1937-1951 |
| Antônio Augusto Pereira Brochado    | 1951-1955 |
| Leônidas Palmeiro Escobar           | 1955-1955 |
| Celso Cezar Papaleo                 | 1955-1957 |
| Dionélio Tubino Machado             | 1957-1958 |
| Raymundo Godinho                    | 1959-1960 |
| Luiz Pinto Ciulla                   | 1961-1962 |
| Fernando Luís Vianna Guedes         | 1962-1966 |
| Avelino Ávila Costa                 | 1967-1971 |
| Ely Hayla Cheff                     | 1971-1972 |
| Avelino Ávila Costa                 | 1973-1978 |
| Hans Ingomar Hermann                | 1978-1983 |
| Ellis Alindo D'arrigo Busnello      | 1984-1988 |
| Fernando Boese                      | 1988-1990 |
| Régis Antônio Campos Cruz           | 1990-1991 |
| Enio Arnt                           | 1991-1995 |
| Salvador Ferraro Filho              | 1995-1998 |
| Roberto Gandolfi Lieberknecht       | 1998-1998 |
| Régis Antônio Campos Cruz           | 1999-2002 |
| Roberto Gandolfi Lieberknecht       | 2003-2006 |
| Luiz Carlos IIlafont Coronel        | 2007-2010 |
| Lúcio Borges Barcelos               | 2011-2011 |

## Relação do diretores do Departamento de Coordenação dos Hospitais Estaduais
| Nome                             | Período           |
| -------------------------------- | ----------------- |
| Sami Abder Rahim Jbara El Jundi  | 2011-2011         |
| Antônio Joaquim Cortes Fernandes | 2011-2014         |
| Denise Maria Jornada Braga       | 2015-2015         |
| Luiz Carlos Pinto Sobrinho       | 2015 - atualmente |

## Atualidade do Hospital Psiquiátrico São Pedro (HPSP)

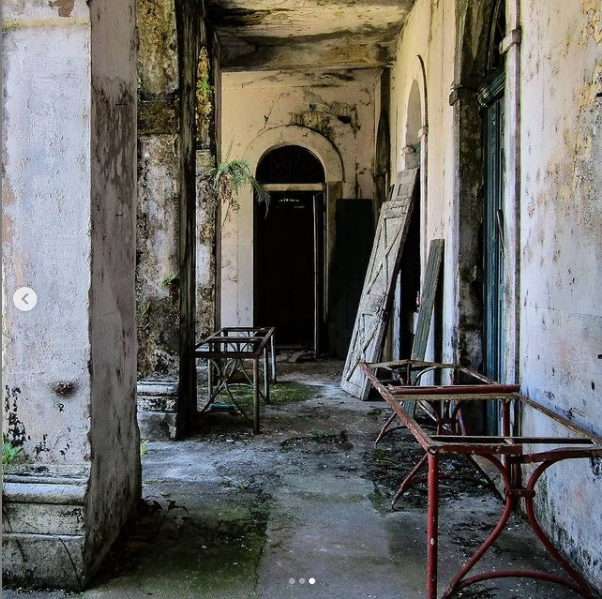
Um dos corredores do hospital.

Até hoje, o Hospital Psiquiátrico São Pedro é referência na assistência e ensino da psiquiatria no Estado. Local que serviu de estudo prático, formação docente e de tratamento de saúde para a comunidade. Como unidade de ensino, o Hospital teve e tem contribuição fundamental na solidificação da tradição psiquiátrica no Rio Grande do Sul. 
Em 29 de junho de 2009, no aniversário de 125 anos do hospital, a então governadora Yeda Crusius recriou uma força-tarefa para analisar formas de recuperar o prédio histórico de 12 mil metros quadrados. Em 2007, a estimativa era de que seriam necessários R$ 30 milhões para a reforma.
O  HPSP possui 470 pacientes na área asilar e nos residenciais terapêuticos, e 130 leitos para internação. Além disso, mantém convênio com 36 entidades – sete escolas técnicas e 29 faculdades, contando ainda com oito vagas de residência médica em psiquiatria e quatro vagas em psiquiatria infantil, oferecidas anualmente pela Escola de Saúde Pública do Rio Grande do Sul. O hospital é referência para 88 municípios da região metropolitana (aproximadamente cinco milhões de pessoas).  
Dentro do Hospital Psiquiátrico São Pedro funciona a Oficina de Criatividade   desde agosto de 1990. Inspirada nos ideais da psiquiatra Nise da Silveira, a iniciativa acolhe pacientes das áreas de internação e ambulatório do HPSP assim como da rede de atenção psicossocial de Porto Alegre. O espaço tem como proposta integrar práticas artísticas ao cuidado em saúde mental, complementando o tratamento medicamentoso e as abordagens psicoterapêuticas. Entre as diversas atividades oferecidas, destaca-se, desde junho de 2023, a oficina regular de teatro, conduzida de forma voluntária pela atriz Pati De La Rocha. Além de oficineira, a artista é diretora do Grupo Teatral São Pedro em Cena , coletivo que teve origem no próprio contexto da oficina. A oficina de teatro tem, em média, de 20 a 25 participantes regulares. Voltada ao cuidado integral dos usuários de saúde mental, as atividades de teatro proporcionam um ambiente de acolhimento, estímulo à expressão artística e fortalecimento de vínculos, .  